# Djindjerma
Djindjerma est une commune rurale située dans le département de Koti de la province de Tuy dans la région des Hauts-Bassins au Burkina Faso.

## Géographie
Djindjerma se trouve à 3,5 km au sud de Koti.

## Santé et éducation
Le centre de soins le plus proche de Djindjerma est le centre de santé et de promotion sociale (CSPS) de Koti.